# Flavius Anicius Faustus Albinus Basilius Iunior
 (août 2025).
Si vous disposez d'ouvrages ou d'articles de référence ou si vous connaissez des sites web de qualité traitant du thème abordé ici, merci de compléter l'article en donnant les références utiles à sa vérifiabilité et en les liant à la section « Notes et références ».
Anicius Faustus Albinus Basilius est un dignitaire de l'Empire romain d'Orient qui est le dernier consul de l'histoire romaine, nommé à cette dignité en 541, sous Justinien.

## Biographie
Rien n'est connu de ses origines, si ce n'est que son patronyme laisse envisager une parenté avec les familles aristocratiques des Decii et des Anicii. Il est fort possible qu'il soit le petit-fils du consul Caecina Decius Maximus Basilius et peut-être le fils du consul Caecina Decius Faustus Albinus.
Le 1er janvier 541, il devient le dernier homme à être nommé consul à Constantinople,. Cette nomination intervient peu de temps après la reddition de la cité de Ravenne, reconquise par Bélisaire. Elle pourrait donc faire écho à cette victoire, symbolisant la reconquête de l'Italie par l'Empire et le retour de son aristocratie dans le giron impérial. Quelques années plus tard, quand le roi ostrogoth Totila reprend Rome en 546, Basilius fuit la ville avec Rufius Petronius Nicomachus Cethegus, le président du Sénat, pour rejoindre Bessas. Selon le Liber Pontificalis, Basilius et Cethegus se rendent à Constantinople où Justinien leur confère des biens en compensation.